# فوئنلابرادا د لوس مونتس
فوئنلابرادا د لوس مونتس (به اسپانیایی: Fuenlabrada de los Montes) یک منطقهٔ مسکونی در اسپانیا است که در استان باداخس واقع شده‌است. فوئنلابرادا د لوس مونتس ۱۹۱ کیلومتر مربع مساحت دارد ۵۳۹ متر بالاتر از سطح دریا واقع شده‌است.